# A Momentary Lapse of Reason Tour
A Momentary Lapse of Reason Tour fu un tour dei Pink Floyd intrapreso dopo la pubblicazione dell'album omonimo nel 1987; si svolse da settembre 1987 ad agosto 1988 e venne poi ripreso da maggio a luglio 1989 come "Another Lapse Tour" con una data aggiuntiva nel 1990 al festival di Knebworth. Fu il primo senza Roger Waters e il primo dopo The Wall Tour del 1980/1981. Ne furono tratti due album: Delicate Sound of Thunder del 1988 e Live at Knebworth 1990 del 2021.

## Storia
(David Gilmour, intervista a John Pareles del New York Times, 7 ottobre 1987)
Il tour iniziò a Ottawa il 9 settembre 1987 in contemporanea con la pubblicazione dell'album e si concluse a Marsiglia a luglio 1989 con circa 200 date in quasi due anni raggiungendo oltre cinque milioni di spettatori in USA, Europa, Asia e Oceania.
Il nuovo palco venne ideato da Mark Brickman e Robbie Williams con la collaborazione di Bob Ezrin per organizzare lo spettacolo dal vivo; oltre ai tre membri del gruppo, vennero impiegati giovani professionisti. Diversamente dai tour precedenti, caratterizzati da un concept specifico, questo venne pensato per creare uno spettacolo fine a se stesso rifacendosi agli spettacoli del gruppo della fine degli anni settanta da cui si ripresero struttura e aspetto con un palco ispirato a quello dell’In the Flesh Tour del 1977 con spettacoli di luci e un maiale gonfiabile.
Come brano d'apertura inizialmente venne scelto Echoes ma dopo poche date venne sostituito da Shine On You Crazy Diamond; seguivano poi i brani dell'album A Momentary Lapse of Reason e, nella seconda parte, una selezione di brani dagli album The Dark Side of the Moon, Wish You Were Here e The Wall.

## Formazione

### Pink Floyd
- David Gilmour: voce, chitarra
- Nick Mason: batteria, percussioni
- Richard Wright: tastiere, cori

### Musicisti aggiuntivi
- Jon Carin – tastiere, effetti sonori, voce, percussioni aggiuntive
- Scott Page – sassofono, oboe, chitarra
- Guy Pratt - basso, voce
- Tim Renwick – chitarra, cori
- Gary Wallis – percussioni, tastiere aggiuntive
- Rachel Fury - cori
- Durga McBroom - cori
- Margaret Taylor - cori
- Lorelei McBroom - cori
- Roberta Freeman - cori

### Musicisti aggiuntivi di Knebworth Park
- Guy Pratt - basso, voce
- Jon Carin - tastiere, voce
- Tim Renwick - chitarre soliste ritmiche e occasionali, cori
- Gary Wallis – percussioni
- Durga McBroom, Sam Brown, Vicki Brown, Clare Torry – cori
- Candy Dulfer – sassofono

## Scaletta

### Prima parte
1. Shine on You Crazy Diamond
  1. Echoes † dopo il 25 settembre 1987
2. Signs of Life
3. Learning to Fly
4. Yet Another Movie
5. Round and Around
6. A New Machine (Part 1)
7. Terminal Frost
8. A New Machine (Part 2)
9. Sorrow
10. The Dogs of War
11. On the Turning Away

### Seconda parte
1. One of These Days
2. Time
3. On the Run
4. The Great Gig in the Sky
5. Wish You Were Here
6. Welcome to the Machine
7. Us and Them
8. Money
9. Another Brick in the Wall (Part 2)
10. Comfortably Numb
11. One Slip
12. Run Like Hell

### Scaletta del concerto a Venezia (15 luglio 1989)

Il megapalco del concerto dei Pink Floyd allestito il 15 luglio 1989 nel bacino di San Marco a Venezia

Il concerto di Venezia fu un evento speciale organizzato durante la tradizionale festa del Redentore del 1989, seguito gratuitamente da circa 200.000 spettatori assiepati sulle rive del bacino di San Marco e trasmesso in mondovisione dalla Rai in 20 paesi, con oltre 100 milioni di telespettatori. A causa delle restrizioni di tempo della trasmissione TV dal vivo e dei satelliti, alcune canzoni furono tralasciate ed altre accorciate in alcuni punti. Dopo il concerto seguirono aspre polemiche sulla cattiva gestione dell'evento.
(David Gilmour)
1. Shine On You Crazy Diamond (Part I) - solo intro
2. Learning to Fly
3. Yet Another Movie
4. Round and Around
5. Sorrow - accorciato
6. The Dogs of War
7. On the Turning Away
8. Time
9. The Great Gig in the Sky
10. Wish You Were Here
11. Money - accorciato
12. Another Brick in the Wall (Part 2)
13. Comfortably Numb
14. Run Like Hell

### Scaletta del festival di Knebworth (30 giugno 1990)
1. Shine On You Crazy Diamond
2. The Great Gig in the Sky
3. Wish You Were Here
4. Sorrow
5. Money
6. Comfortably Numb
7. Run Like Hell

note: 